# Hatterbogöl
Hatterbogöl är en sjö i Västerviks kommun i Småland och ingår i Storån-Botorpsströmmens kustområde. Sjöns area är 0,024 kvadratkilometer och den är belägen 45,3 meter över havet.